# Reggimento “Lancieri di Aosta” (6º)

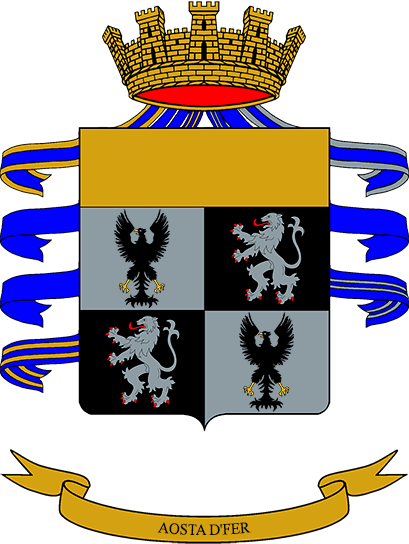
Wappen des 6° Rgt. "Lancieri di Aosta"

Reggimento “Lancieri di Aosta” (6º) ist der Name des 6. Kavallerieregiments des italienischen Heeres. Das Regiment ist seit 1991 in Palermo stationiert und untersteht der auf Sizilien beheimateten mechanisierten Brigade Aosta. Mit seinen Radpanzern unterstützt es die anderen Verbände der Brigade und übernimmt Aufklärungsaufgaben.

## Gliederung
Die Lancieri di Aosta sind ein Kavallerieregiment in Bataillonsstärke. Es besteht aus fünf Eskadronen. Seit 2009 ist es als gemischter Panzeraufklärungsverband gegliedert. Neben der Stabs- und Versorgungseskadron hat es vier Eskadronen mit 40 Radpanzern vom Typ Centauro und 36 gepanzerten Fahrzeugen vom Typ Puma sowie einigen anderen Fahrzeugen. Bis 2008 hatte das Regiment nur schwere Eskadronen mit insgesamt 54 Centauros.

## Geschichte

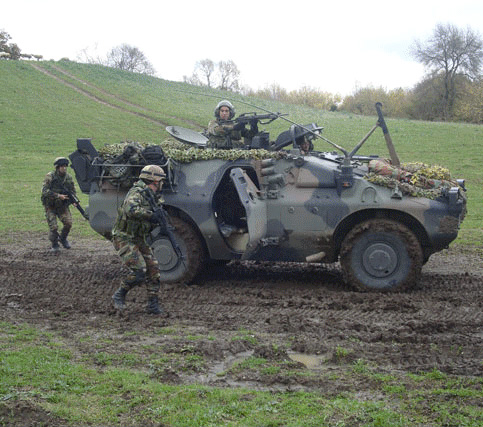
Soldaten des 6. Rgt. „Lancieri di Aosta“ bei einer Übung

### Ursprünge
Obwohl das Regiment wie die übergeordnete Brigade den Namen Aosta trägt, haben beide Verbände keine gemeinsamen Ursprünge und bis 1991 auch keine gemeinsame Geschichte. Auch das 1955 aufgelöste 6. Infanterieregiment der Brigade Aosta hat keinen historischen Bezug zu den Lancieri di Aosta (6.). Das Kavallerieregiment wurde 1991 aus militärischen Gründen von Nordostitalien nach Sizilien verlegt, wobei die Übereinstimmungen bei Namen und Nummern ein erwünschtes Nebenprodukt darstellen. Dies gilt auch für das 6. Bersaglieri-Regiment der Brigade.
Das Regiment wurde unter dem Namen Aosta Cavalleria am 16. September 1774 von König Viktor Amadeus III. von Savoyen in Voghera aufgestellt. Der König von Sardinien-Piemont führte in diesen Jahren verschiedene Reformen in der piemontesischen Armee durch, die sich am Wirken Friedrichs des Großen von Preußen  orientierten. Drei Kavallerieregimenter, Dragoni del Génévois, Piemonte Reale Cavalleria und Savoia Cavalleria traten jeweils zwei ihrer Eskadronen ab, mit denen dann Aosta Cavalleria gebildet wurde. Das neue Regiment vertraute der König seinem Sohn, dem Herzog von Aosta an, der 1802 als Viktor Emanuel I. König wurde. Der Name des Regiments bezieht sich auf den zum Zeitpunkt der Regimentsaufstellung sechzehnjährigen Herzog von Aosta, der Ehrenoberst des Verbandes wurde. Erster Kommandeur war Oberst Alessandro Amoretti d'Envie.
Von 1792 bis 1796 kämpfte das Regiment gegen die französischen Revolutionstruppen. Nachdem Napoleon I. 1796 Piemont besetzt hatte, wurde Aosta Cavalleria aufgelöst, seine Eskadronen jedoch von den Regimentern Piemonte Reale Cavalleria und Savoia Cavalleria vorübergehend übernommen.

### Italienische Einigung
Im Gegensatz zu vielen anderen piemontesischen Regimentern wurde Aosta Cavalleria nicht unmittelbar nach dem Ende der napoleonischen Herrschaft wieder aufgestellt. Dazu kam es erst im Zuge der umfassenden Militärreformen von König Karl Albert im Jahr 1831. Weil in der Zwischenzeit ein weiteres Kavallerieregiment (Lancieri di Novara) entstanden war, erhielt Aosta Cavalleria bei seiner Wiederaufstellung am 3. Oktober 1831 in Vercelli die Ordnungsnummer 6.
Im ersten italienischen Unabhängigkeitskrieg kämpfte es 1848 bei Goito, Mantua, Santa Lucia und Custozza, 1849 dann bei Novara. Im Jahr 1850 wurde das Regiment im Zuge weiterer Reformen der leichten Kavallerie zugeordnet und erhielt den Namen Cavalleggeri di Aosta. Gleichzeitig trug es zur Aufstellung des neuen Chevauleger-Regiments Cavalleggeri di Alessandria bei. Zwei Jahre danach wurden die Cavalleggeri di Aosta wieder mit Lanzen ausgerüstet, was für die damalige Zeit nichts Ungewöhnliches war (chevauleger-lanciers). 1855 und 1856 nahmen Teile des Regiments am Krimkrieg teil und kämpften u. a. an der Tschornaja und bei Kamara.
Im zweiten italienischen Unabhängigkeitskrieg kämpften die Cavalleggeri di Aosta 1859 bei Castelnuovo Scrivia (5. Mai), Montebello della Battaglia (20. Mai), Madonna della Scoperta (24. Juni) und bei der Belagerung von Peschiera del Garda (26. Juni bis 7. Juli). Im Jahr 1860 nahm das Regiment seinen heutigen Namen Lancieri di Aosta an, womit es in die Kategorie der Ulanen fiel, die jedoch in verschiedenen europäischen Staaten nicht so genannt wurden. In den Jahren danach setzte man die Lancieri di Aosta in Apulien gegen so genannte „Briganten“ ein.
Im dritten italienischen Unabhängigkeitskrieg zeichnete sich das Regiment mit den Cavalleggeri Guide in der für Italien unglücklich verlaufenen Schlacht bei Custozza besonders aus. Mit seinem Kommandeur, Oberst Alessandro Vandone, an der Spitze ritten die Lancieri di Aosta in ungünstigem Gelände am 24. Juni 1866 insgesamt 14 Attacken, davon eine bergauf. Für die Einsätze bei Oliosi, Cascina Valpezzone und insbesondere am Monte Vento wurde dem Regiment der höchste italienische Militärorden verliehen. Der 24. Juni ist bis heute Regimentsfeiertag geblieben.
1870 wurden teile des Regiments bei der Einnahme Roms eingesetzt, ab 1887 auch in Italienisch-Ostafrika.

### In den Weltkriegen
Zu Beginn des Ersten Weltkriegs waren die Lancieri di Aosta Teil der IV. Kavalleriebrigade, die ihrerseits der 4. Kavalleriedivision unterstand. Bis Ende 1915 operierte das Regiment am unteren Isonzo, im Mai 1916 kämpfte es während der österreichisch-ungarischen Frühjahrsoffensive bei Asiago auf der Hochfläche der Sieben Gemeinden. Im Jahr 1917 übernahm es während der 11. Isonzoschlacht auf dem Bainsizza-Hochplateau Sicherungsaufgaben im Bereich des XXIV Armeekorps. Nach dem Durchbruch der Mittelmächte bei Karfreit in der 12. Isonzoschlacht versuchten die Lancieri di Aosta deren Vormarsch u. a. bei Cividale del Friuli und Fagagna zu bremsen. Im November zogen sie sich hinter den Piave zurück, wo sie wiederum Sicherungsaufgaben übernahmen. Anfang November 1918 waren sie an der italienischen Schlussoffensive in der  Schlacht von Vittorio Veneto beteiligt.
Zwischen den beiden Weltkriegen erlebten die Lancieri di Aosta eine von Unsicherheiten geprägte Zeit, da man angesichts der beginnenden Motorisierung der Streitkräfte keine genauen Vorstellungen über die Zukunft der traditionellen Kavallerie hatte. Verschiedene Kavallerieregimenter hatten berittene und gepanzerte Eskadronen, wobei letztere mit leichten Kavalleriepanzern (Tanketten) ausgerüstet waren, die dann auch noch im Zweiten Weltkrieg zum Einsatz kamen.
Von 1920 bis 1934 nahm das Regiment vorübergehend wieder den Namen Cavalleggeri di Aosta an. Einzelne Eskadronen übernahmen Namen und Traditionen verschiedener aufgelöster Kavallerieverbände. Teile des Regiments strukturierte man in diesen Jahren zu reinen Maschinengewehr-Einheiten um und motorisierte sie schrittweise. Von 1935 bis 1937 nahmen große Teile des auf fast 5.800 Mann angewachsenen Regiments am Krieg und an den so genannten Kolonialpolizeioperationen in Italienisch-Ostafrika teil. 1939 waren die Lancieri di Aosta an der Besetzung Albaniens beteiligt.
Im Zweiten Weltkrieg wurde das wieder verkleinerte Regiment mit seinen fünf berittenen Eskadronen zunächst beim desaströsen italienischen Feldzug gegen Griechenland eingesetzt. Es zeichnete sich mehrmals bei der Unterstützung bedrängter Divisionen aus. Im März 1941 nahmen die Lancieri di Aosta von Albanien aus am deutsch-italienischen Angriff auf Jugoslawien teil, anschließend kehrten sie als Besatzungstruppe nach Griechenland zurück. Dort kämpften sie gegen Widerstandsgruppen, mit denen viele italienische Soldaten jedoch insgeheim sympathisierten. Als am 8. September 1943 der  Waffenstillstand von Cassibile zwischen Italien und den Alliierten in Kraft trat, blieben die Lancieri di Aosta ohne weitere Befehle im griechischen Trikala, das man trotz des Drucks der Partisanen weiterhin kontrollierte. In den folgenden Tagen vereinbarte der Regimentskommandeur mit den Alliierten und den griechischen Widerstandsgruppen eine Kooperation, wodurch den Lancieri di Aosta das Schicksal vieler anderer italienischer Militärverbände auf dem Balkan erspart blieb, deren Angehörige dort in der Regel mit tragischen Konsequenzen zwischen die Fronten gerieten.
In den folgenden Monaten kämpfte das Regiment gegen deutsche Truppen, u. a. bei Larisa, wo man einen Militärflugplatz angriff und mehrere Flugzeuge zerstörte. Trotz oder wegen mancher Erfolge, die die Lancieri di Aosta in dieser Zeit errangen, wurden sie am 14. Oktober 1944 von zwei Bataillonen der griechischen Volksbefreiungsarmee ELAS unvermittelt angegriffen. Nach heftigen Gefechten erhielt das Regiment schließlich den Befehl, das Feuer einzustellen. Bis März 1945 wurde ein Großteil der Soldaten in Gefangenschaft gehalten, oft unter grausamen Bedingungen. Im Oktober 1944 gelang es, die Standarte des Regiments nach Italien zu bringen.
Ein MG-Verband des Regiments kämpfte von 1941 bis 1943 in Nordafrika und zeichnete sich bei Tobruk und in der Schlacht um Tunesien bei Enfidaville aus.

### Nachkriegszeit
Das 6. Kavallerieregiment Lancieri di Aosta entstand 1951 als Panzeraufklärungsverband in Reggio nell’Emilia wieder. Es wurde u. a. mit Panzern vom Typ M47 ausgerüstet und verfügte bis Ende der 1950er Jahre auch über eine kleine fliegende Aufklärungseinheit mit Propellerflugzeugen vom Typ Piper L-4, die dann von den Heeresfliegern übernommen wurden. Das Regiment wurde am 31. August 1964 wieder aufgelöst. Aus ihm gingen zwei Verbände auf Bataillonsebene hervor (Gruppo Squadroni), die die Traditionen der Kavallerieregimenter Lancieri di Aosta und Cavalleggeri di Saluzzo weiterführten. Die so strukturierten Lancieri di Aosta wurden in Cervignano del Friuli stationiert, wo sie 1976 u. a. mit Piemonte Cavalleria (Villa Opicina) und den Lancieri di Firenze (Sgonico, 1991–1995 in Grosseto) die Panzerbrigade Vittorio Veneto (Villa Opicina bei Triest) bildeten. Die Lancieri di Aosta beteiligten sich nach einem schweren Erdbeben im Friaul an einem Hilfseinsatz für die Zivilbevölkerung.
Nach Auflösung der Panzerbrigade Vittorio Veneto wurden die Lancieri di Aosta im Mai 1991 nach Palermo auf Sizilien verlegt und der dortigen Infanteriebrigade Aosta unterstellt. Dort übernahmen zwei Eskadronen die Traditionen der vor längerer Zeit aufgelösten Kavallerieregimenter Cavalleggeri di Catania (22.) und Cavalleggeri di Palermo (30.). Statt der Panzer vom Typ Leopard 1 erhielten die Lancieri di Aosta Radpanzer vom Typ Centauro. 1993 nahmen sie wieder die Bezeichnung Regiment an, obwohl der Verband weiterhin Bataillonsstärke hat. Seit dieser Zeit haben die Lancieri di Aosta an polizeiähnlichen Aufgaben auf Sizilien und an Friedensmissionen im ehemaligen Jugoslawien teilgenommen, insbesondere nach Verabschiedung der letzten Wehrpflichtigen im Jahr 2005. Im Jahr 2009 wurde das Regiment im Rahmen der UNIFIL erstmals im Libanon eingesetzt.